# Odontocera melzeri
Odontocera melzeri là một loài bọ cánh cứng trong họ Cerambycidae.